# اراسمو مول
اراسمو مول (انگلیسی: Erasmo Mulè؛ زادهٔ ۱۳ ژوئن ۱۹۹۹) بازیکن فوتبال است.
از باشگاه‌هایی که در آن بازی کرده‌است می‌توان به باشگاه فوتبال تراپانی اشاره کرد.